# Dodecaceria pulchra
Dodecaceria pulchra är en ringmaskart som beskrevs av Francis Day 1955. Dodecaceria pulchra ingår i släktet Dodecaceria och familjen Cirratulidae. Inga underarter finns listade i Catalogue of Life.